# Bankovky koruny československé (1919–1923)
Bankovky koruny československé byly papírovými platidly první republiky, československého státu vzniklého v říjnu 1918 na části rozpadlého Rakousko-Uherska. Provizorní a první emise byly vydány v roce 1919. V letech 1920 až 1923 následovala druhá emise, s cílem nahrazovat předtím vydané bankovky o nižší kvalitě.
Vzhledem k absenci československých platidel krátce po založení státu byla v první fázi provizorně převzata platidla rakousko-uherské korunové měny, vydaná Rakousko-uherskou bankou. Jednalo se o kolkované prozatímní státovky. U těchto bankovek nominálních hodnot 10, 20, 50, 100 a 1 000 korun došlo k olepení československými kolkovými známkami. Spor se rozhořel o platnost bankovek nominálu 25 a 200 korun, jež byly vydány v den založení československého státu 28. října 1918. Přes trvající spor o zákonnost takového kroku byla tato platidla v oběhu.
Rychlá snaha nahradit dočasné bankovky novými československými papírovými platidly s novým designem způsobila nejednotu v přípravě zpracování návrhů. Alfons Mucha tak vytvořil pouze vzhled první emise bankovek nominálních hodnot 10, 20, 100 a 500 korun. Ostatní státovky 1, 5, 50, 1 000 a 5 000 korun byly vydány dle návrhů zpracovaných v samotných tiskárnách. První řádná emise bankovek v počtu devíti nominálů, vydaná 15. dubna 1919, nebyla brána za definitivní, ale očekávala se její pozdější náhrada. Platidla byla tisknuta v šesti tiskárnách, z toho ve čtyřech českých, v americké American Bank Note Company a v rakouské tiskárně. Výroba probíhala ne příliš sofistikovanou technikou knihtisku, vyjma tisícikoruny s ochrannými prvky, tištěné v americké tiskárně formou hlubotisku. Rychlost procesu znamenající nižší kvalitu způsobila padělání. Druhá emise státovek následovala v letech 1920–1923 v kvalitnějším provedení. Bankovky jedno sto, pět set a pět tisíc korun se tiskly v American Bank Note Company a zbylé nominály za použití modernějších tiskových technik.
Státní emisní bankovní dům, Národní banka československá, vznikl až 1. dubna 1926 a následujícího roku došlo ke zřízení tiskárny bankovek. Do té doby prováděl emisi platidel fakticky stát, respektive k tomu pověřený Bankovní úřad ministerstva financí, který převzal aparát Rakousko-uherské banky, když tuto skutečnost upravila Kramářova vláda ustanovením § 2 nařízení vlády č. 119 Sb. z. a n. Odluku od rakousko-uherské měny, včetně vzniku československého bankovního úřadu obsahovala i Saintgermainská smlouva (článek 206), kterou Rakousko signovalo 10. září 1919 a identický obsah pak přijalo Maďarsko v Trianonské smlouvě (článku 189) z 4. června 1920.

## Emise z roku 1919

### Provizorní emise zroku 1919
| Provizorní emise československých kolkovaných státovek (1919) | Provizorní emise československých kolkovaných státovek (1919) | Provizorní emise československých kolkovaných státovek (1919) | Provizorní emise československých kolkovaných státovek (1919) | Provizorní emise československých kolkovaných státovek (1919) | Provizorní emise československých kolkovaných státovek (1919) | Provizorní emise československých kolkovaných státovek (1919) |
| Jméno                                                         | hodnota                                                       | bankovka                                                      | bankovka                                                      | platnost                                                      | platnost                                                      | vydáno                                                        |
| Jméno                                                         | hodnota                                                       | avers a revers                                                | rozměr                                                        | od                                                            | do                                                            | vydáno                                                        |
| ------------------------------------------------------------- | ------------------------------------------------------------- | ------------------------------------------------------------- | ------------------------------------------------------------- | ------------------------------------------------------------- | ------------------------------------------------------------- | ------------------------------------------------------------- |
| Zehn Kronen                                                   | 10 K                                                          |                                                               | 153 x 80 mm                                                   | 3. března 1919                                                | 20. června 1920                                               | 2. ledna 1915                                                 |
| Zwanzig Kronen                                                | 20 K                                                          |                                                               | 152 x 91 mm                                                   | 3. března 1919                                                | 20. června 1920                                               | 2. ledna 1913                                                 |
| Fünfzig Kronen                                                | 50 K                                                          |                                                               | 165 x 101 mm                                                  | 3. března 1919                                                | 20. února 1920                                                | 2. ledna 1914                                                 |
| Hundert Kronen                                                | 100 K                                                         |                                                               | 165 x 108 mm                                                  | 3. března 1919                                                | 15. listopadu 1919                                            | 2. ledna 1912                                                 |
| Tausend Kronen                                                | 1000 K                                                        |                                                               | 194 x 129 mm                                                  | 3. března 1919                                                | 15. listopadu 1919                                            | 2. ledna 1902                                                 |

### První emise z roku 1919
| První emise československých státovek (1919) | První emise československých státovek (1919) | První emise československých státovek (1919) | První emise československých státovek (1919) | První emise československých státovek (1919) | První emise československých státovek (1919) | První emise československých státovek (1919) |
| Jméno                                        | hodnota                                      | bankovka                                     | bankovka                                     | platnost                                     | platnost                                     | vydáno                                       |
| Jméno                                        | hodnota                                      | avers a revers                               | rozměr                                       | od                                           | do                                           | vydáno                                       |
| -------------------------------------------- | -------------------------------------------- | -------------------------------------------- | -------------------------------------------- | -------------------------------------------- | -------------------------------------------- | -------------------------------------------- |
| Jedna koruna                                 | 1 Kč                                         |                                              | 100 x 60 mm                                  | 24. září 1919                                | 31. prosince 1924                            | 15. dubna 1919                               |
| Pět korun                                    | 5 Kč                                         |                                              | 122 x 78 mm                                  | 24. září 1919                                | 31. prosince 1922                            | 15. dubna 1919                               |
| Desať korún                                  | 10 Kč                                        |                                              | 143 x 84 mm                                  | 26. února 1920                               | 31. května 1944                              | 15. dubna 1919                               |
| Dvacet korun                                 | 20 Kč                                        |                                              | 152 x 93 mm                                  | 31. ledna 1920                               | 30. června 1928                              | 15. dubna 1919                               |
| Padesát korun                                | 50 Kč                                        |                                              | 138 x 81 mm                                  | 8. listopadu 1919                            | 31. prosince 1924                            | 15. dubna 1919                               |
| Sto korun                                    | 100 Kč                                       |                                              | 165 x 95 mm                                  | 7. července 1919                             | 31. ledna 1921                               | 15. dubna 1919                               |
| Pět set korun                                | 500 Kč                                       |                                              | 172 x 122 mm                                 | 20. října 1919                               | 31. srpna 1922                               | 15. dubna 1919                               |
| Tisíc korun                                  | 1000 Kč                                      |                                              | 193 x 102 mm                                 | 12. prosince 1919                            | 30. června 1937                              | 15. dubna 1919                               |
| Pět tisíc korun                              | 5000 Kč                                      |                                              | 192 x 128 mm                                 | 7. srpna 1919                                | 15. dubna 1921                               | 15. dubna 1919                               |

## Druhá emise z let 1920–1923
| Druhá emise československých státovek (1920–1923) | Druhá emise československých státovek (1920–1923) | Druhá emise československých státovek (1920–1923) | Druhá emise československých státovek (1920–1923) | Druhá emise československých státovek (1920–1923) | Druhá emise československých státovek (1920–1923) | Druhá emise československých státovek (1920–1923) |
| Jméno                                             | hodnota                                           | bankovka                                          | bankovka                                          | platnost                                          | platnost                                          | vydáno                                            |
| Jméno                                             | hodnota                                           | avers a revers                                    | rozměr                                            | od                                                | do                                                | vydáno                                            |
| ------------------------------------------------- | ------------------------------------------------- | ------------------------------------------------- | ------------------------------------------------- | ------------------------------------------------- | ------------------------------------------------- | ------------------------------------------------- |
| Pět korun                                         | 5 Kč                                              |                                                   | 120 x 60 mm                                       | 28. září 1922                                     | 31. prosince 1926                                 | 28. září 1921                                     |
| Padesát korun                                     | 50 Kč                                             |                                                   | 162 x 81 mm                                       | 26. května 1924                                   | 30. června 1933                                   | 12. července 1922                                 |
| Sto korun                                         | 100 Kč                                            |                                                   | 170 x 85 mm                                       | 10. listopadu 1920                                | 30. června 1939                                   | 14. ledna 1920                                    |
| Pět set korun                                     | 500 Kč                                            |                                                   | 181 x 92 mm                                       | 25. ledna 1924                                    | 31. prosince 1931                                 | 6. října 1923                                     |
| Pět tisíc korun                                   | 5000 Kč                                           |                                                   | 203 x 112 mm                                      | 10. února 1921                                    | 31. srpna 1944                                    | 6. července 1920                                  |